# Contracția actinidelor

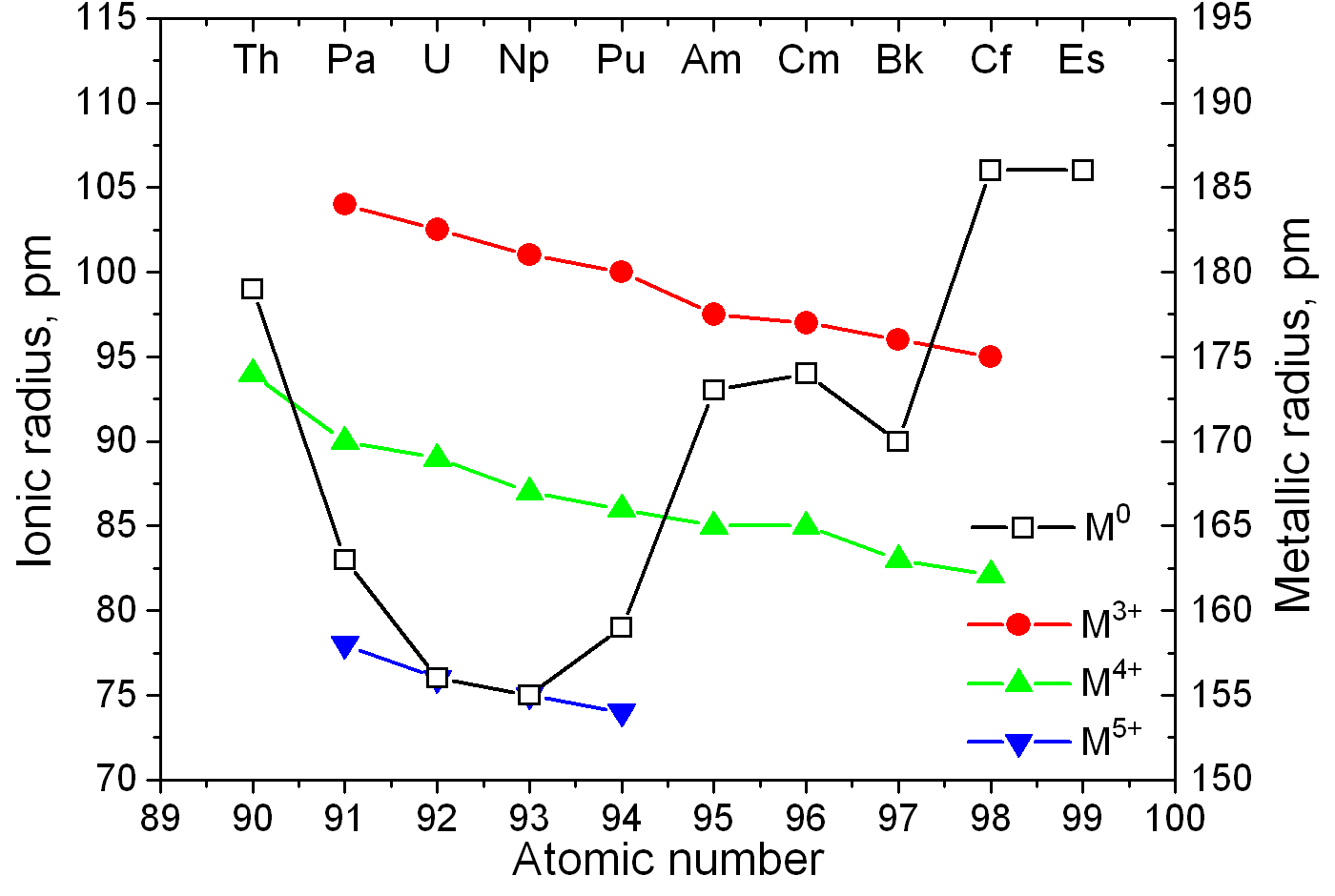
Variația razelor ionice și atomice în seria actinidelor

În cazul elementelor actinide, razele ionice și atomice scad odată cu creșterea numărului de ordine Z, fenomen cunoscut sub denumirea de contracția actinidelor. Fenomenul se datorează atragerii mai intense dintre electronii de valență situați într-un orbital interior 5f, precum și ecranării electronilor f de către învelișul electronic exterior. Un comportament similar prezintă și elementele lantanide, fenomen denumit contracția lantanidelor.